# Ahmad Keshvari
Ahmad Keshvari (en persan : احمد کشوری) est un aviateur iranien, né en juillet 1953 et mort le 7 décembre 1980. Il pilote notamment un AH-1J Cobra dans l'armée de l'air iranienne et joue un rôle important dans les premiers mois de la guerre Iran-Irak, empêchant les chars irakiens de progresser dans les territoires iraniens occidentaux,,,,,.

## Jeunesse
Ahmad Keshvari est né en juillet 1953 dans une famille de classe moyenne à Kiakola, province de Mazandaran en Iran. Ses parents sont de Borujerd, Lorestan. Son père, Gholamhossein, est employé dans la gendarmerie impériale iranienne et doit voyager dans diverses villes en raison de son travail. Sa mère, Fatemeh Silakhori, est une femme religieuse et pro-révolutionnaire. Ahmad va à l'école primaire et au lycée de Kiakola (Mazanderan) et part ensuite au lycée Qanad dans le village de Sarepol-e Talar à Babol, Mazanderan. Il réussit l'examen d'entrée à l'université, mais la pauvreté l'empêche d'aller étudier dans des établissements payants. Il s'oriente donc vers l'Université Imam Ali, qui est un établissement militaire gratuit .

## Carrière et activités
En 1972, il est employé dans l'aviation de l'armée impériale iranienne et réussit les cours de pilotage JetRanger et Cobra, obtenant ainsi le rang de lieutenant adjoint. Lorsque les manifestations islamiques commencent, il joue un rôle actif dans la révolution. Il est arrêté et interrogé par la SAVAK pour s'être engagé dans des activités contre le Shah.[réf. nécessaire]
Lorsqu'il entame son travail à Kermanshah, il commence à repérer les personnes pauvres dans la ville. Il organise alors un fond communautaire avec l'aide de certains de ses collègues et des forces aériennes. Il est également nommé commandant de l'unité d'aviation de l'armée d'Ilam,.
Après la révolution islamique, il sert le pays dans divers domaines, en particulier pendant les opérations visant à éliminer les antirévolutionnaires dans le Kordestan et Kermanshah,. Lorsque Paveh, le centre des affrontements à Kermanshah a été attaqué et que Mostafa Chamran et ses hommes ont été assiégés, selon le général de division Valiollah Fallahi, Keshvari a été le premier volontaire à lancer une opération à Paveh. Ahmad Keshvari, avec Ali Akbar Shiroodi, Soheilian et plusieurs autres, a effectué une opération impressionnante et a brisé le siège de Paveh et a finalement libéré la ville. Shiroodi a dit qu'Ahmad était son "maître".[réf. nécessaire]
En septembre 1980, lorsque la guerre Iran-Irak a commencé, Keshvari, qui avait été blessé à la poitrine lors des affrontements au Kordestan, a immédiatement rejoint le champ de bataille, tout en subissant une autre opération chirurgicale. Les Irakiens, avec des chars et des véhicules blindés, avançaient en larges convois vers les territoires iraniens. Keshvari devait généralement s'appuyer sur les renseignements fournis par la population locale, en utilisant une unité comprenant plusieurs AH-1J SeaCobras (compatibles TOW) et un hélicoptère utilitaire polyvalent Bell 206A JetRanger, attaquait le convoi à la fois de l'avant et de l'arrière, créant la confusion et le chaos à l'intérieur du convoi, pour ensuite se retirer tandis qu'une autre unité similaire lançait l'attaque finale contre le convoi. En utilisant cette tactique, qu'il a nommée "Bekâv-o-Bokosh" ( بکاو و بکش , littéralement "Recherche et Destruction"), qui à son tour est devenu le nom de ses unités d'aviation, les unités de Keshvari ont réussi à empêcher les chars irakiens d'avancer davantage dans le territoire iranien et ont détruit de nombreux convois irakiens sur les champs de bataille de l'ouest,. Dans les phases initiales de la guerre, avant la formation des forces du CGRI et du Basij, il volait près de 12 heures par jour, même si cela allait à l'encontre des normes et des règles de l'aviation. 
En décembre 1980, à l'âge de 27 ans, Keshvari et son copilote Rahim Pezeshki, ainsi qu'un autre AH-1J SeaCobra piloté par Ali Akbar Shiroodi et un hélicoptère utilitaire Bell 206A JetRanger, ont lancé l'opération Ashura pour détruire un convoi militaire irakien près d'Ilam. Le convoi a été détruit, mais deux MiG-21 irakiens approchaient. Keshvari a dit aux deux autres hélicoptères de battre en retraite et a attiré l'attention des chasseurs irakiens alors qu'ils se dirigeaient vers un site de défense aérienne iranien. Le Jet Ranger a sauvé le copilote Pezeshki, mais a été contraint de fuir et d'abandonner le corps de Keshvari alors que les chasseurs irakiens allaient faire un autre passage. Le lance-roquettes Sahand du site de défense aérienne iranien a abattu l'un des MiG-21, tandis que le second s'est enfui. Le corps de Keshvari fut transféré à Kermanshah puis a été enterré au cimetière Behesht-e Zahra de Téhéran en tant que militaire dans la 24e parcelle.
En 1361 ( Calendrier persan ), son frère, Mohammad, alors âgé de moins de 17 ans, rejoint la guerre Iran-Irak, et est tué à Qasr-e Shirin lors de l'opération Moharam. 

## Culture populaire
Dans le film documentaire Ravayat-e Fath ( روایت فتح , "Les Chroniques de la Victoire" ), réalisé par Morteza Aviny et filmé pendant la guerre Iran-Irak, il y a une interview de l'oncle de Keshvari qui servait dans l'artillerie, dans la troisième saison.
Simorgh (décembre 1999), éd. Hojjat Shah-Mohammadi, Seyyed Amir Ma'soumi, Téhéran: Haft, (ISBN 964-92199-1-9), 212 pages, consistait en de brèves biographies d'Ahmad Keshvari et d' Ali Akbar Shiroodi et une collection de souvenirs d'officiers et d'autres personnes à leur sujet.
Simorgh une série télévisée est diffusée en 1992  par la télévision iranienne. L'histoire est basée sur l'opérations des pilotes d'hélicoptère iranien dans la guerre Iraq-Iran surtout Ali Ahmad Keshvari. Javad Hashemi a décrit la rôle Ahmad Keshvari, respectivement, dans cette série dont le réalisateur était Hossein Ghasemi Jami.
Flight Wing, qui sera présenté à la 26e Foire internationale du livre de Téhéran, réfléchit sur la vie d'Ahmad Keshvari et a été écrit de manière fictive pour les jeunes lecteurs.
Danse des pissenlits ( رقص قاصدک‌ها Raghs-e Ghāsedak-hā ) est un film d'animation de 2015 réalisé par Vahid Shakeri et produit par Saba Animation Center. Il dépeint les trois derniers jours de la vie de Keshvari. Il a été récompensé au 13e Festival international du film de résistance - Meilleure animation.
L'ancien district de Kiakola de Qaem-shahr a été séparé en tant qu'une nouvelle ville en 2012, et son nom a été changé en Simorgh par le président Mahmoud Ahmadinejad après une demande non officielle de la mère de Keshvari. Le district rural de Keshvari à Ilam, le district rural de Keshvari à Mazanderan et l' autoroute Keshvari dans les provinces d'Ispahan, ainsi que le pont Shahid Keshvari de Babol portent son nom. Sur la place Shahid Keshvari de Kiakola, une statue d'un SeaCobra AH-1J a été construite pour honorer Keshvari. La date de sa mort, le 7 décembre (15 Azar), est le "Jour Havanirooz (de l'aviation de l'armée) dans le calendrier militaire iranien et a été proposée par l'armée iranienne pour être incluse dans le calendrier officiel iranien.